# Henrique IV av Kongo
Henrique "IV" av Kongo, död 1901, var prinsregent i kungariket Kongo mellan 1896 och 1901 som förmyndare för sin brorson Pedro VI.